# Esqui aquático nos Jogos Pan-Americanos de 1995
O esqui aquático nos Jogos Pan-Americanos de 1995 foi realizado em Mar del Plata, na Argentina. Houve 3 eventos masculinos e 3 eventos femininos. Foi a estreia do esporte nos jogos.

## Medalhistas
Masculino
| Evento           | Ouro                  | Prata                | Bronze              |
| ---------------- | --------------------- | -------------------- | ------------------- |
| Slalom detalhes  | Carl Roberto (USA)    | Kreg Llewellyn (CAN) | Jorge Renosto (ARG) |
| Truques detalhes | Jaret Llewellyn (CAN) | Tory Baggiano (USA)  | Sergio Font (MEX)   |
| Rampa detalhes   | Jaret Llewellyn (CAN) | Carl Roberge (USA)   | Sammy Duvall (USA)  |

Feminino
| Evento           | Ouro               | Prata              | Bronze              |
| ---------------- | ------------------ | ------------------ | ------------------- |
| Slalom detalhes  | Deena Mapple (USA) | Susi Graham (CAN)  | Kim DeMacedo (CAN)  |
| Truques detalhes | Tawn Larsen (USA)  | Kim DeMacedo (CAN) | Lorena Botana (ARG) |
| Rampa detalhes   | Sherri Sloan (USA) | Kim DeMacedo (CAN) | Andrea Gaytán (MEX) |

## Quadro de medalhas
| Posição | Nação              |   |   |   | Total |
| ------- | ------------------ | - | - | - | ----- |
| 1       | USA Estados Unidos | 4 | 2 | 1 | 7     |
| 2       | CAN Canadá         | 2 | 4 | 1 | 7     |
| 3       | ARG Argentina      | 0 | 0 | 2 | 2     |
| 3       | MEX México         | 0 | 0 | 2 | 2     |
| Total   | Total              | 6 | 6 | 6 | 18    |